# Берлин (гау)
Гау Берлин (нем. Gau Berlin) — региональное отделение НСДАП в 1928—1945 годах. В 1925—1928 годах Берлин входил в состав гау Берлин — Бранденбург, из состава которого впоследствии выделились два различных гау.

## История
22 мая 1926 года на партийной конференции НСДАП, с целью упорядочения управления организационной структурой партии, было принято решение о введении гау. После прихода в 1933 году национал-социалистов к власти на место немецких земель пришли гау.
Во главе их встали гауляйтеры, полномочия которые значительно возросли, особенно после начала Второй мировой войны; вмешательство со стороны руководства страны практически отсутствовало. Помимо властных полномочий, гауляйтеру также принадлежали партийные, в том числе он занимался пропагандистской деятельностью и слежкой за неблагонадёжными лицами, с сентября 1944 года организовывал фольксштурм и оборону гау.
Пост единственного гауляйтера Берлина весь период существования гау занимал Йозеф Геббельс. Рейхсминистр пропаганды Геббельс являлся одним из ближайших сторонников Адольфа Гитлера и, наравне со своей семьёй, покончил жизнь самоубийством 1 мая 1945 года.